# Vilachã
Vilachã ou Francisco Sebastião Vilachã (Rio de Janeiro, 19 de janeiro de 1953 – São Paulo, 29 de outubro de 2020) foi um ilustrador e desenhista de histórias em quadrinhos brasileiro.
Trabalhou durante muito tempo para revistas em quadrinhos de terror das editoras Vecchi e Grafipar. Atualmente trabalha com adaptação e ilustração de obras literárias para os quadrinhos. 
Vilachã tinha a tradição de "brincar" com músicas da época, as inserindo no contexto de seus desenhos, como por exemplo músicas de Lou Reed, As Frenéticas e Caetano Veloso. Vilachã morou no subúrbio do Rio de Janeiro e é fã de Lima Barreto.
Ficou afastado durante muitos anos dos quadrinhos, só retornando recentemente nas editoras Editora Nona Arte e Escala. Vilachã morreu em 29 de outubro de 2020 vítima de um câncer.

## Trabalhos
- Massacre na Baixada (Spektro)
- Os que espreitam a noite (Pesadelo # 1)
- Adaptação de Ideias do Canário de Machado de Assis (Editora Nona Arte)
- Vilachã adaptou obras de literatura paras os quadrinhos nas coleções "Literatura Brasileira em Quadrinhos" e Literatura Mundial em Quadrinhos, ambas publicadas pela Escala Educacional:[4]
  - O Cortiço de Aluísio Azevedo
  - O Alienista de Machado de Assis [5]
  - A Nova Califórnia de Lima Barreto
  - A Causa Secreta de Machado de Assis
  - O Enfermeiro de Machado de Assis
  - Uns Braços de Machado de Assis
  - Um músico extraordinário de Lima Barreto
  - Primórdios da Literatura Brasileira, adaptações de Carta a El-Rei D. Manuel de Pero Vaz de Caminha, Na aldeia de Guaraparim de José de Anchieta e Tratados da terra e gente do Brasil de Fernão Cardim
  - Miss Edith e seu tio  de Lima Barreto
  - Inocência de Visconde de Taunay
  - A polêmica e outras histórias, adaptações dos contos A polêmica, A moça mais bonita do Rio de Janeiro, O espírito e In extremis de Artur de Azevedo
  - Contos de Tchekhov, de Anton Tchekhov